# Pentax Super A
Mit der Pentax Super A läutete Asahi Pentax 1983 ihre A-Serie ein. Es ist die erste Kamera der japanischen Firma Asahi Pentax mit einer Blenden- und Programmautomatik.
Im Jahr ihrer Markteinführung 1983 wurde sie in Europa als "Kamera des Jahres 83" gewählt, sie wurde bis 1985 produziert.
Auf dem amerikanischen Markt wurde sie unter dem Namen Pentax Super Program vertrieben.

## Allgemeines
Bei der Pentax Super A / Super Program handelt es sich um eine Kleinbild-Spiegelreflexkamera der japanischen Firma Asahi Optical K.K. für 135er-Film mit mittenbetonter TTL-Lichtmessung.
Mit ihr führte Asahi die A-Serie ein, zu der auch eine neue Objektivserie und damit auch ein neues Objektivbajonett gehört. Die neuen Funktionen der Kameraserie benötigen Informationen über mögliche Blendenwerte und Stellung des Blendenrings des Objektivs. Hierzu modifizierte man das K-Bajonett um ein paar elektrische Kontakte, behielt aber die Grundkonstruktion und damit mechanische Kompatibilität bei. Das Bajonett bekam die Bezeichnung KA (A für Automatic). Damit war es möglich die Kameras zusätzlich mit einer Blenden- und Programmautomatik auszustatten.
Die Pentax Super A ist ein sogenannter Multiautomat und stellt das Top-Model der A-Serie da. Sie ist die erste Kamera der Firma Asahi die mit einer Programm- und Blendenautomatik und einer TTL-Blitzsteuerung aufwartet. Daneben verfügt sie auch über eine Zeitautomatik, manuelle Nachführmessung, eine feste X-Synchronzeit und den Bulb-Modus für Langzeitbelichtung. Sie bietet damit zu ihrer Zeit 1983 eine vollumfängliche, hochmoderne Ausstattung.
Ihren Ursprung aus der ME-Super sieht man ihr äußerlich an. Hinzugekommen sind auf der rechten Seite an der Rückwand eine Kunststoffgriffschale für den Daumen und einem Memohalter für die Filmverpackungslasche. Entsprechend gegenüber auf der Vorderseite ist eine abschraubbare Griffschale montiert. Weiter hat sich der Prismendom vergrößert, ist kantiger geworden und hat ein Lichtfenster für die LCD-Anzeige im Sucher bekommen. Auf diesem sitzt auch der Zubehörschuh mit X-Synchronkontakt und 2 weiteren Steuerkontakten für Blitzgeräte.

## Daten und Ausstattungsmerkmale

### Bedienelemente
Auf der Oberseite der Kamera befindet sich auf der rechten Schulter der Programmwählschalter mit den Einstellungen (von vorne gegen den Uhrzeigersinn gedreht) L (für „Lock“) zum Ausschalten, AUTO für Programm- und Zeitautomatik, M für die manuelle Zeiteinstellung bei Nachführmessung, 125 X für die manuelle Blitzsynchro und B für Bulb.
Daneben befindet sich der Schnelltransporthebel mit darüber liegendem Bildzählwerk.
Auf der linken Schulter befindet sich die Filmrückspulkurbel, welche auch als Entriegelung für die Rückwand dient und das ISO-Wahlrad mit Entriegelungsknopf. In diesem ist auch die Belichtungskorrektur von 1/4 bis 4× integriert.
Auf der rechten Vorderseite befindet sich neben dem Spiegelkasten der Schalter für den elektronischen Zeitauslöser mit roter LED. Darunter befindet sich der Hebel zur Schärfentiefenkontrolle und die Objektiventriegelung. Auf der linken Seite des Spiegelkasten befindet sich die PC-Blitzsynchronbuchse und ein Taster für die zuschalbare LCD-Beleuchtung.
Auf der Unterseite befindet sich das Batteriefach, der Rückspülknopf, die Stativanschlussbuchse mit 1/4″-BSW-Gewinde und der Anschluss für einen motorischen Filmtransport.

### Verschluss
Als Verschluss ist ein Seiko MFC E3 verbaut. Es handelt sich um einen vertikal ablaufenden Metall-Lamellen-Schlitzverschluss. Der Verschluss wird ausschließlich elektromagnetisch gesteuert und erlaubt Verschlusszeiten von 1/2000 s bis 15 s, 1/125 s als Blitzsynchronzeit und Bulb.

### Sucher
Die Pentax Super A hat einen Pentaprismensucher mit Silberbeschichtung. Die Mattscheibe ist mit einem Schnittbildindikator und Mikroprismenring ausgestattet. Die Sucherabdeckung beträgt 92 % des Filmformates und bietet eine Vergrößerung von 0,82× bei einem 50mm Objektiv in Unendlichkeitseinstellung.

### Auslöser
Der Auslöser der Kamera ist ein elektromechanischer Taster mit 2 Druckpunkten auf der rechten Kameraschulter, leichtes Antippen aktiviert die Belichtungsmessung, durchdrücken löst elektromagnetisch den Verschluss aus. Zusätzlich hat er ein Anschlussgewinde für einen elektrischen oder mechanischen Fernauslöser. Die Kamera hat auch einen Selbstauslöser, welcher über einen Schalter auf der rechten Seite neben dem Spiegelkasten aktiviert wird und eine elektronische Auslöseverzögerung von 12 Sekunden bietet. Die Funktion des Selbstauslösers wird bei Auslösung über eine blinkende rote LED sowie einen Piepton angezeigt.

### Messsystem und Anzeigen
Die Kamera verfügt über eine mittenbetonte TTL-Offenblendmessung durch das Objektiv mittels GaAsP-Fotodioden. Der Messbereich reicht von LW 1 bis LW 19.
Die Belichtungsanzeige erfolgt über eine LCD-Anzeige im unteren Sucherrahmen, beleuchtet wird dieses von einem Lichtfenster in der vorderen Schräge vom Pentaprismendom. Eine zuschaltbare Beleuchtung ist über einen Taster links am Spiegelkasten aktivierbar und erleichtert eine Ablesung. Zusätzlich ist unter dem Programmwahlschalter eine LCD-Anzeige.
Es werden die automatisch oder manuell eingestellten Belichtungszeiten und Blendenwerte, Bei manueller Nachführmessung die Lichtwerte der Über- oder Unterbelichtung, ein Blitzsymbol für die Blitzbereitschaft und ein P bei Programm-Automatik angezeigt. Bei Fehlbedienung erfolgt eine Anzeige durch ein E. Bei schwacher Batterie blinkt die Anzeige mit ca. 0,5 Hz.

### Energieversorgung
Die Kamera wird mit 2× 1,5V Silberoxid-Batterien SR44 versorgt. Alternativ können auch 2x 1,5V Alkaline-Batterien LR44/PX76A oder eine 3V Lithium-Batterie CR1108 genutzt werden.

## Zubehör
- Es gibt von Asahi Pentax ein Automatik-Balgengerät A, Auto-Zwischenringe, Mikroskop- und Okularadapter, Adapter zur Nutzung der 6x7 und 645-Objektive.
- Weiterhin sind systemkonforme Blitzgeräte nutzbar die über einen Blitzschuh verfügen mit X-Mittenkontakt, für die Funktionen der TTL-Blitzsteuerung/-automatik sind die Kontakte zur Blitzbereitschaftsanzeige und TTL-Steuerung am Blitzgerät nötig.
- Asahi bietet ein 3-Kanal-Infrarot-Fernsteuersystem mit der A-Serie an.
- An der Kamera ist die Rückwand austauschbar gegen die Datenrückwände Dial-Data ME und Digital-Data M.
- Für eine bequeme und schnelle Filmfolge gibt es als Zubehör den Winder ME II und den Motor-Drive-A aus der M-Serie.